# Julia Swayne Gordon
Julia Swayne Gordon (29 de octubre de 1878 - 28 de mayo de 1933) fue una actriz que apareció en un total de 228 películas entre 1908 y 1933, activa durante la época del cine mudo.

## Biografía
Julia Swayne Gordon nació en Columbus, Ohio. Protagonizó en su primera película una versión de Lady Godiva en 1911. Apareció en numerosas películas mudas, y fue recordada principalmente como la madre de Richard Arlen en Wings (1927), donde le dio una emocional despedida a Arlen cuando se marchó a combatir en un entrenamiento a Francia.

## Filmografía
- Othello (1908)
- Richard III (1908)
- The Merchant of Venice (1908)
- A Midsummer Night's Dream (1909)
- King Lear (1909)
- Twelfth Night (1910)
- The Fruits of Vengeance (1910)
- Jean Goes Fishing (1910)
- Clancey (1910)
- A Tale of Two Cities (1911)
- Lady Godivia (1911)
- Billy the Kid (1911)
- Society and the Man (1911)
- An Aching Void (1911)
- Though Your Sins Be as Scarlet (1911)
- A Klondike Steal (1911)
- The Peace Offering (1911)
- Hungry Hearts (1911)
- The Welcome of the Unwelcome (1911)
- A Dead Man's Honor (1911)
- The Ends of the Earth (1911)
- The Sacrifice (1911)
- Barriers Burned Away (1911)
- A Quaker Mother (1911)
- Courage of Sorts (1911)
- The Battle Hymn of the Republic (1911)
- In Northern Forests (1911)
- Snow Bound with a Woman Hater (1911)
- The Lure of Vanity (1911)
- Treasure Trove (1911)
- How Betty Won the School (1911)
- A Friendly Marriage (1911)
- Forgotten (1911)
- Carr's Regeneration (1911)
- Daddy's Boy and Mammy (1911)
- The Missing Will (1911)
- Selecting His Heiress (1911)
- The Cabin Boy (1911)
- The Foolishness of Jealousy (1911)
- A Message from Beyond (1911)
- Suffer Little Children (1911)
- Saving the Special (1911)
- Fires of Driftwood (1911)
- Captain Jenks' Dilemma (1912)
- The Meeting of the Ways (1912)
- Tom Tilling's Baby (1912)
- Her Boy (1912)
- Playmates (1912)
- The Chocolate Revolver (1912)
- The Love of John Ruskin (1912)
- Her Last Shot (1912)
- Stenographers Wanted (1912)
- The Diamond Brooch (1912)
- Cardinal Wolsey (1912)
- Mrs. Carter's Necklace'' (1912)
- Burnt Cork (1912)
- At Scrogginses' Corner (1912)
- The Jocular Winds of Fate (1912)
- The Woman Haters (1912)
- The Pink Pajama Girl (1912)
- The Victoria Cross (1912)
- Fortunes of a Composer (1912)
- The Lady of the Lake (1912)
- The Cylinder's Secret (1912)
- The Light That Failed (1912)
- The Days of Terror (1912)
- The Gamblers (1912)
- The Troublesome Step-Daughters (1912)
- A Bunch of Violets (1912)
- Conscience (1912)
- Rock of Ages (1912)
- Wanted, a Sister (1912)
- Vultures and Doves (1912)
- Flirt or Heroine (1912)
- Coronets and Hearts (1912)
- The Higher Mercy (1912)
- Her Choice (1912)
- Father's Hot Toddy (1912)
- Bettina's Substitute (1912)
- Lord Browning and Cinderella (1912)
- Ida's Christmas (1912)
- Two Women and Two Men (1912)
- Freckles (1912)
- Beau Brummel (1913)
- The Wings of a Moth (1913)
- Thou Shalt Not Kill (1913)
- The Vengeance of Durand (1913)
- When Mary Grew Up (1913)
- Buttercups (1913)
- Red and White Roses (1913)
- His Honor, the Mayor (1913)
- The Artist's Great Madonna (1913)
- Tricks of the Trade (1913)
- His House in Order (1913)
- The Drop of Blood (1913)
- The Lion's Bride (1913)
- The Tiger Lily (1913)
- The Lady and the Glove (1913)
- The Kiss of Retribution (1913)
- Luella's Love Story (1913)
- The Warmakers (1913)
- The Whimsical Threads of Destiny (1913)
- Uncle Bill (1914)
- The Painted World (1914)
- Four Thirteen (1914)
- Back to Broadway (1914)
- The Idler (1914)
- Old Reliable (1914)
- The Girl from Prosperity (1914)
- The Battle of the Weak (1914)
- He Never Knew (1914)
- The Vanity Case (1914)
- A Million Bid : Mrs. Belgradin (1914)
- Shadows of the Past (1914)
- The Hidden Letters (1914)
- An Affair for the Police (1914)
- How Cissy Made Good (1914)
- The Battle Cry of Peace (1915)
- Stars of the Photoplay (1915)
- Two Women (1915)
- Lifting the Ban of Coventry (1915)
- Mr. Jarr and the Lady Reformer (1915)
- The Juggernaut (1915)
- The Goddess (1915)
- The Sins of the Mothers (1915)
- Life's Yesterdays (1915)
- The Tigress (1915)
- Hearts Ablaze (1915)
- Wasted Lives (1915)
- The Thirteenth Girl (1915)
- My Lady's Slipper (1916)
- The Suspect (1916)
- The Island of Surprise (1916)
- The Daring of Diana (1916)
- The Enemy (1916)
- Her Right to Live (1917)
- The Maelstrom (1917)
- Arsène Lupin (1917)
- The Hawk (1917)
- Clover's Rebellion (1917)
- The Soul Master (1917)
- A Son of the Hills (1917)
- The Message of the Mouse (1917)
- Soldiers of Chance (1917)
- In the Balance (1917)
- Love Watches (1918)
- The Desired Woman (1918)
- Ober the Top (1918)
- The Soap Girl (1918)
- The Captain's Captain (1919)
- The Girl Problem (1919)
- Miss Dulcie from Dixie (1919)
- Two Women (1919)
- A Stitch in Time (1919)
- The Painted World (1919)
- Shadows of the Past (1919)
- The Girl-Woman (1919)
- The Bramble Bush (1919)
- The Moonshine Trail (1919)
- Greater Than Fame (1920)
- A Child for Sale (1920)
- The Friendly Call (1920)
- Lifting Shadows (1920)
- Heliotrope (1920)
- Handcuffs or Kisses (1921)
- The Silver Lining (1921)
- The Passionate Pilgrim (1921)
- Behind Masks (1921)
- Love, Hate and a Woman (1921)
- Burn 'Em Up Barnes (1921)
- Why Girls Leave Home (1921)
- Handcuffs or Kisses (1921)
- Shams of Society (1921)
- What's Wrong with the Women? (1922)
- Women Men Marry (1922)
- The Road to Arcady (1922)
- My Old Kentucky Home (1922)
- Wildness of Youth (1922)
- When the Desert Calls (1922)
- Till We Meet Again (1922)
- How Women Love (1922)
- The Darling of the Rich (1922)
- Scaramouche (1923)
- Dark Secrets (1923)
- The Tie That Binds (1923)
- You Can't Fool Your Wife (1923)
- Not So Long Ago (1925)
- The Wheel (1925)
- Lights of Old Broadway (1925)
- The Far Cry (1926)
- Bride of the Storm (1926)
- Diplomacy (1926)
- Early to Wed (1926)
- Wings (1927)
- Children of Divorce (1927)
- It (1927)
- Heaven on Earth (1927)
- The King of Kings (1927)
- Children of Divorce (1927)
- The Smart Set (1928)
- Three Weekends (1928)
- Road House (1928)
- 13 Washington Square (1928)
- Hearts of Men (1928)
- The Scarlet Dove (1928)
- The Viking (1928)
- Gold Diggers of Broadway (1929)
- Is Everybody Happy? (1929)
- The Younger Generation (1929)
- The Eternal Woman (1929)
- The Divine Lady (1929)
- Scandal (1929)
- The Girl in the Glass Cage (1929)
- Dumbbells in Ermine (1930)
- The Dude Wrangler (1930)
- For the Love o' Lil (1930)
- Today (1930)
- The Common Law (1931)
- Misbehaving Ladies (1931)
- The Primrose Path (1931)
- Captain Applejack (1931)
- The Drums of Jeopardy (1931)
- Up for Murder (1931)
- The False Madonna (1931)
- Secrets of the French Police (1932)
- Broken Lullaby (1932)
- The Golden West (1932)
- Hello, Everybody! (1933)